# Carolina Hurricanes

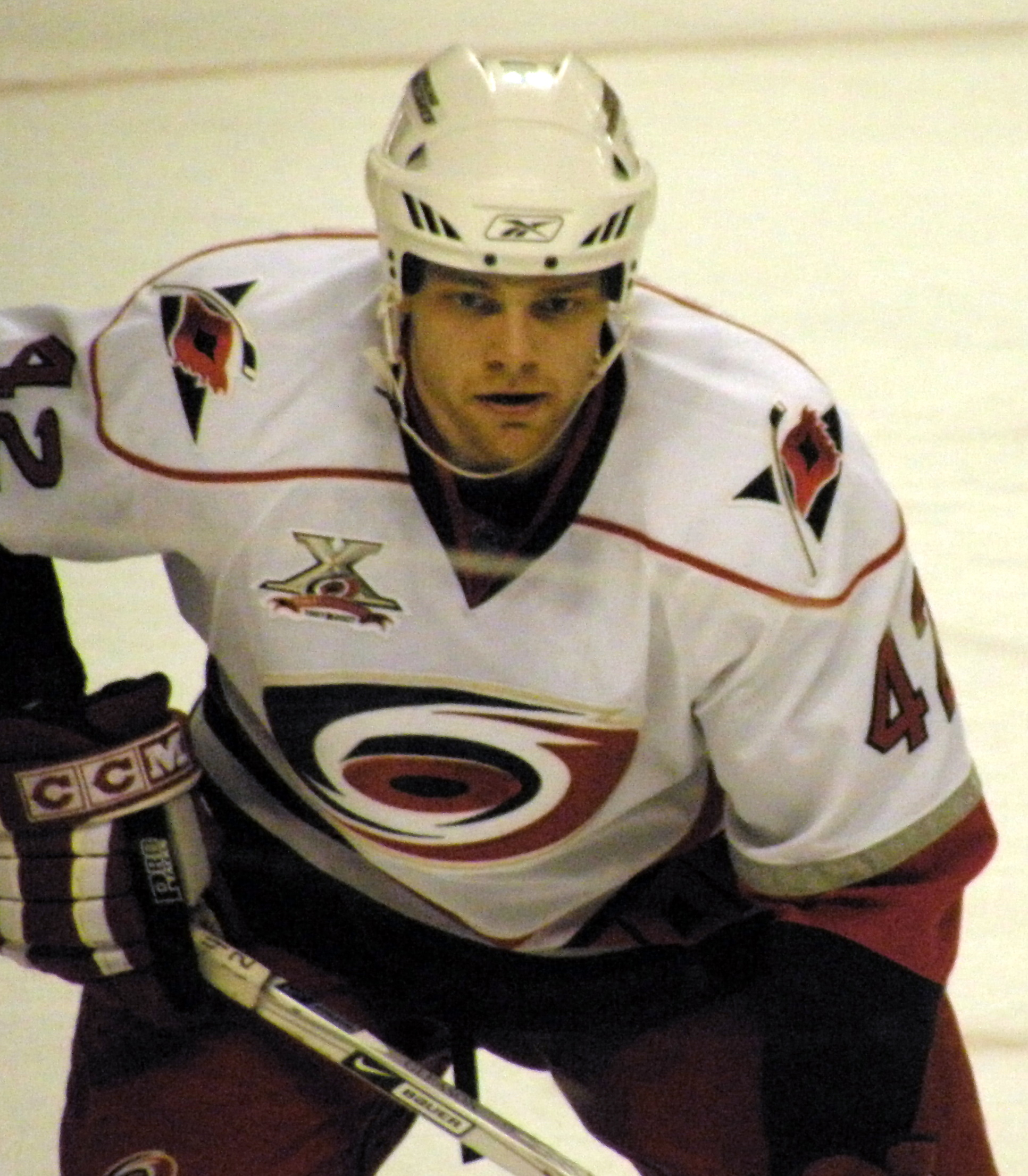
Equipació dels Carolina Hurricanes

Els Carolina Hurricanes són un equip professional d'hoquei sobre gel de Raleigh (Carolina del Nord) que juga a la National Hockey League a la Divisió Sud-est de la Conferència Est.

## Història
L'equip fou fundat el 1997 i va guanyar una Copa Stanley a la temporada 2005-06 guanyant els Edmonton Oilers a la final. Els Hurricanes tenen la seva seu al RBC Center de 19.000 espectadors en hoquei. L'equip juga amb jersei vermell i pantalons vermells a casa, i amb jersei blanc i pantalons vermells a fora.

## Palmarès
- Copa Stanley: 1 (2005-06)
- Trofeu Príncep de Gal·les: 2 (2001-02, 2005-06)